# Magic Bullets
Magic Bullets ist ein Kurzfilm des United States Public Health Service und der Warner Bros. Pictures über die Entwicklung eines Heilmittels für die Syphilis durch den deutschen Mediziner und Mikrobiologen Paul Ehrlich. Der Lehrfilm aus dem Jahr 1943 basiert auf dem US-amerikanischen Spielfilm Paul Ehrlich – Ein Leben für die Forschung (Dr. Ehrlich’s Magic Bullet). Dieser Film von William Dieterle zeigt Edward G. Robinson in der Titelrolle und kam im 1940 in die Kinos.

## Handlung
In einem ausgedehnten Vorspann wird der Zuschauer über die Vorgeschichte informiert, Paul Ehrlichs Arbeit als Arzt, die Entwicklung der Seitenkettentheorie, die Verleihung des
Medizin-Nobelpreises und die Gründung seines Institut für experimentelle Therapie in Frankfurt am Main. In seinem Institut forschte Ehrlich zur Chemotherapie, um seine Seitenkettentheorie therapeutisch nutzbar zu machen. Die chemischen Wirkstoffe wurden zu kleinen Kugeln geformt, den Magic Bullets die dem Film den Namen gaben.
Die Handlung setzt 1905 mit Paul Ehrlich und seiner Sekretärin Martha Marquardt bei der Arbeit im Labor ein, das sich in einem recht chaotischen Zustand präsentiert. Ehrlich ist offenbar gerade mit Experimenten zur Färbung von Mikroorganismen befasst. Ein Angestellter erscheint und informiert den Professor, dass eine Abordnung des Haushaltsausschusses mit vier Personen eingetroffen sei, um das Institut zu überprüfen. Ehrlich führt den Besuch in sein Labor und informiert über seine Arbeit, wobei bereits Kritik der Kollegen an seiner Arbeit mit Versuchstieren anklingt. Als Ehrlich Kulturen von Mikroorganismen präsentiert, die für die Humanmedizin belanglos sind, und anschließend davon spricht Magic Bullets zur Heilung menschlicher Erkrankungen entwickeln zu wollen, bricht einer der Gutachter in Gelächter aus. Die Frage eines anderen Gutachters, wann Ehrlich mit seiner Forschung Erfolg haben wolle, beantwortet dieser mit einer Zeitangabe von 10 bis 15 Jahren, in seinen Augen eine kurze Zeitspanne, in den Augen der Gutachter ein viel zu langer Zeitraum.
Während des Besuchs des Haushaltsausschusses hat Ehrlichs Mitarbeiterin Marquardt ihn wiederholt durch lautes Schnäuzen zur Ruhe ermahnt, wenn sie einen Wutausbruch befürchtete. Nach wenigen Minuten wird es Ehrlich zu viel und er übergibt die Besucher seinen Mitarbeitern, die sich weiter mit ihnen befassen sollen. Als die Ausschussmitglieder auf ihrem Rundgang bei Hata Sahachirō ankommen ist dieser mit einem Meerschweinchen beschäftigt. Im Gespräch mit den Besuchern setzt er das Versuchstier in seinen Käfig und spricht es mit dem Namen Mittelmeyer an, zum Erstaunen des Ausschussmitglieds mit diesem Namen, das aber erfreut reagiert als er die Namen der anderen Meerschweinchen vernimmt – darunter Napoleon. Der Ausschuss versucht von Hata einige Einzelheiten über die Aufgabenverteilung zu erfahren.
Nach dem Abschluss des Rundgangs konfrontieren die Ausschussmitglieder Ehrlich in seinem Büro mit ihrer Kritik an den ihrer Auffassung nach zu hohen Ausgaben für Versuchstiere und Chemikalien. Darüber hinaus äußert der Ausschussvorsitzende seinen Unmut über die Beschäftigung eines „Orientalen“ im Labor. Solange seine Stelle mit jemandem von „deutschem Blut“ besetzt werden könne sei seine Beschäftigung unerwünscht. Es entspinnt sich ein kurzer Disput zwischen Ehrlich, der als Basis der Wissenschaft die Suche nach der Wahrheit und nicht nach der Hautfarbe begreift, und den Ausschussmitgliedern, die ihm „undeutsches“ Verhalten vorwerfen. Ehrlich beendet den Besuch.
Unmittelbar nach dem Besuch, noch sehr aufgeregt, fällt Ehrlich eine Publikation von Fritz Schaudinn zur Entdeckung des Erregers der Syphilis in die Hände, die er zum Peer-Review erhalten hat. Er ruft sofort alle Mitarbeiter zusammen und stellt die Möglichkeit der Entwicklung eines Heilmittels in Aussicht. Er lässt sich Proben schicken, deren Überprüfung Schaudinns Entdeckung bestätigt. Seine Mitarbeiter und er selbst erkennen die Ähnlichkeit der Erreger mit den Trypanosomen, die die Schlafkrankheit auslösen und mit Arsen behandelt werden können.
Ein erster Versuch mit Mäusen ist insofern erfolgversprechend, als alle Krankheitserreger im Blut der Versuchstiere abgetötet wurden. Das getestete Präparat wirkt aber auch schädigend auf die Zellen der Versuchstiere. Ehrlich definiert als Aufgabe für sich und seine Mitarbeiter die Entwicklung von Wirkstoffen und deren Test, bis eine Substanz gefunden ist die zu 100 Prozent wirksam gegen die Spirochäten ist, aber keine Nebenwirkungen am Patienten zeigt.
Während im Institut geforscht wird trifft sich der Haushaltsausschuss und erörtert die hohen Aufwendungen für Ehrlichs Institut. Der Ausschuss beschließt mehrheitlich die Kürzung der Mittel für Ehrlichs Institut um 50 Prozent. Dies wird Ehrlich in einem Telegramm von Friedrich Althoff mitgeteilt. Zu Hause bringt Ehrlichs Ehefrau ihre Bekannte Franziska Speyer ins Gespräch, die Witwe des Frankfurter Bankiers Georg Speyer und wie dieser eine bedeutende Philanthropin.
Hedwig Ehrlich trifft sich mit Frau Speyer, die sich über die große Zahl der Bittsteller beklagt. Frau Ehrlich hebt die Bedeutung der Arbeit ihres Mannes hervor, doch Speyer will sich selbst ein Bild machen. Sie lädt das Ehepaar für die folgende Woche zu einem festlichen Abendessen ein, um auch Paul Ehrlich kennenzulernen. Ehrlich sitzt zur Rechten der Gastgeber und wird von seinem Gegenüber während des Essens gefragt, woran er arbeite. Die Antwort „Syphilis“ löst bei Tisch allgemeines Entsetzen aus. Ehrlich reagiert darauf, indem er die Syphilis als eine Infektionskrankheit wie andere auch bezeichnet, die durch Mikroben verursacht wird. Die Ansteckung sei keinesfalls auf die sexuelle Übertragung beschränkt, sondern könne auch durch harmlose Küsse oder die Benutzung von Geschirr oder Handtüchern erfolgen. Ehrlich kommt mit Frau Speyer ins Gespräch und erläutert ihr so ausführlich das Wirkungsprinzip der chemischen Stoffe, an denen er forscht, dass beide schließlich alleine am Tisch sitzen. Frau Speyer ist jedoch von Ehrlichs Forschungen überzeugt und spendet zwei Millionen Reichsmark, womit die Forschungen Ehrlichs fortgesetzt werden können.
Hunderte Wirkstoffe werden vergeblich getestet. Schließlich erholt sich ein Schimpanse nach der Verabreichung des Präparat 606 vollständig von seiner Infektion, ohne dass Nebenwirkungen aufgetreten wären. Damit ist der Erfolg, die Entwicklung einer Therapie der Syphilis, in greifbare Nähe gerückt und Ehrlich verpflichtet seine Mitarbeiter für die bevorstehenden Versuche an erkrankten Menschen zur absoluten Diskretion.
In einer Klinik eröffnet ein Arzt den wartenden Syphiliskranken die Verfügbarkeit einer Therapie, deren Wirksamkeit jedoch nicht zugesichert werden könne. Er fragt nach Freiwilligen, und nachdem zunächst keine Resonanz erfolgt meldet sich ein Blinder und schließlich eine große Zahl der Anwesenden. Unter der Behandlung Ehrlichs verbessert sich die Sehfähigkeit eines fast Erblindeten so weit, dass er den Professor beim Betreten seines Krankenzimmers identifizieren kann. Der Patient dankt Ehrlich ebenso wie der Leiter der Klinik, der sein Krankenhaus seit einigen Tagen als einen Ort wundersamer Heilungen sieht.
Unter der Aufsicht von Ehrlich und seinen Mitarbeitern beginnen die industrielle Fertigung des Präparat 606 oder Salvarsan und der Versand des Medikaments in die ganze Welt. Der Leiter der Produktion teilt Ehrlich mit, dass sie aufgrund der zahlreichen Bestellungen aus der ganzen Welt ihre Produktion verdoppeln mussten. Damit beunruhigt er Ehrlich, der sich darum sorgt, dass die Qualität seines Medikaments aufrechterhalten wird. Ehrlich bricht während des Gesprächs völlig überarbeitet zusammen. Nur eine eingeblendete Zeitungsnotiz verrät dem Zuschauer, dass Ehrlich in den vergangenen Wochen vor Gericht gestanden hat.
Die dunkel gekleideten Kollegen besuchen Ehrlich zu Hause an seinem Sterbebett. Mit schwacher Stimme spricht er aus, dass 606 wirksam sei, und dass die zukünftige Aufgabe in der Entwicklung von Wirkstoffen liege, die nach dem gleichen Prinzip andere Krankheiten heilen können. Neue Epidemien drohten der Welt, Epidemien von Ignoranz und Hass. Ehrlich beschwört seine Kollegen, weiter zu kämpfen und niemals den Kampf zu beenden. Dann sinkt er sterbend zurück.
Der Film endet mit einem Nachspann, der Ehrlichs Arbeit würdigt. Ein Vierteljahrhundert nach Ehrlichs Tod seien nicht nur die Syphilis, sondern viele andere Krankheiten mit der von Ehrlich begründeten Chemotherapie behandelbar geworden. Millionen Menschenleben seien durch Paul Ehrlich gerettet worden.

## Produktionsnotizen
Magic Bullets ist ein Zusammenschnitt von Szenen aus dem US-amerikanischen Spielfilm Paul Ehrlich – Ein Leben für die Forschung (Dr. Ehrlich’s Magic Bullet). Dieser Film von William Dieterle zeigt Edward G. Robinson in der Titelrolle und kam im 1940 in die Kinos. Da die Filmindustrie seinerzeit dem von Will H. Hays durchgesetzten Production Code unterlag, musste Warner Bros. bei der Production Code Authority eine Sondergenehmigung für die Produktion des Films einholen. Diese wurde unter strengen Auflagen bezüglich der Thematisierung von Geschlechtskrankheiten erteilt, die vom Hays Code ausdrücklich untersagt war. So musste das Studio im Film die Bezugnahme auf die Syphilis auf ein Minimum beschränken und im Zusammenhang mit der Vorführung des Films durfte keinerlei Werbung erfolgen, die Sexualhygiene oder sexuell übertragbare Erkrankungen thematisierte.
Raymond A. Vonderlehr, von 1947 bis 1951 Direktor des Communicable Disease Center und 1941 Mitarbeiter des United States Public Health Service, hatte Warner Bros. in Hollywood aufgesucht. Er wollte erreichen, dass der Film zu Schulungszwecken freigegeben wird, sobald er für Warner keinen kommerziellen Wert mehr hat. Diese Bemühungen verliefen im Sande, ebenso wie zunächst die Anregung, eine gekürzte Fassung von Dr. Ehrlich’s Magic Bullet zur Verwendung in der öffentlichen Aufklärung über Geschlechtskrankheiten zu produzieren. Erst zwei Jahre später unternahm Vonderlehr einen neuen Vorstoß und konnte im Sommer des Jahres die Verträge mit Warner Bros. unterzeichnen. Anschließend fertigte Warner Bros. den Zusammenschnitt Magic Bullets, wobei aus der Biografie Ehrlichs jene Teile ausgewählt wurden, die sich mit der Entdeckung von Salvarsan und der Behandlung der Syphilis befassten.

## Kritik
Magic Bullets wurde in das Sortiment der Lehrfilme des Public Health Service aufgenommen. Dessen Mitarbeiter Raymond A. Vonderlehr nannte den Film „eine der effektivsten Waffen in unserem Lehrmittelarsenal“, möglicherweise wegen des anspruchsvollen Stoffs, der erstklassigen Besetzung und der Qualität der Produktion.
Dieser Film wurde von Seiten der Öffentlichkeit und der Politik nicht kritisiert. Das lag wahrscheinlich trotz der Syphilis als Thema des Films daran, dass er ausschließlich aus Szenen eines Films bestand, der insgesamt dem Hays Code entsprach. Zudem war er nicht für die kommerzielle Vorführung in Kinos bestimmt. Gegen einen ebenfalls 1943 produzierten Film über die Syphilis, To the People of the United States, protestierte die katholische National Legion of Decency vehement, und letztlich wurde der Film nicht zur öffentlichen Aufführung freigegeben. Das war auch vor dem Hintergrund bemerkenswert, dass der Public Health Service und das Office of War Information den Film gefördert hatte, weil sie die militärische Schlagkraft der Streitkräfte durch Geschlechtskrankheiten bedroht sahen.
Inhaltlich teilt Magic Bullets einige Mängel mit seiner Vorlage. So ist die Szene des Besuchs von Hedwig Ehrlich bei der Witwe Speyer frei erfunden. Tatsächlich hatte Speyer die Anregung zur Förderung der Forschungen Ehrlichs von ihrem Schwager erhalten. Die Auseinandersetzung um die Finanzierung der Forschungen Ehrlichs fand 1905 statt, seit 1906 wurden Arsenverbindungen synthetisiert und getestet, erst 1909 wurde Salvarsan als das 606. getestete Präparat entdeckt. Der japanische Forscher Hata Sahachirō kam erst während der Tests an Ehrlichs Institut, die gegen ihn gerichteten rassistischen Ausfälle der Haushaltskommission sind also ebenfalls frei erfunden.
Die Szene während des festlichen Abendessens, als Ehrlich die entsetzten Zuhörer mit der Möglichkeit der nicht-sexuellen Übertragung der Syphilis beruhigt, geht auf Thomas Parran jr. zurück, den sechsten Surgeon General of the United States, der in der Öffentlichkeit als ein Verantwortlicher für die Tuskegee-Syphilis-Studie bekannt geworden ist. Parran wollte der Stigmatisierung der Syphilis-Kranken beenden, um die Verbreitung von Informationen über die Krankheit und zu ihrer Prävention zu erleichtern und Erkrankte zum Arztbesuch zu ermutigen. In der alltäglichen Arbeit Parrans und seiner Mitarbeiter wurde kein Zweifel daran gelassen, dass der Hauptübertragungsweg der Syphilis der sexuelle Kontakt ist, und dass andere Übertragungswege kaum eine Rolle spielen.

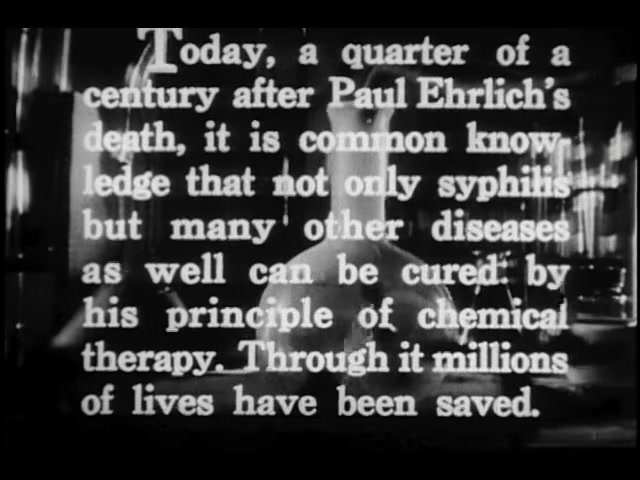
Abspann des Films

Mehrere Szenen des Films nehmen deutlich auf die politischen Verhältnisse Bezug. So sind die Auseinandersetzung Ehrlichs mit dem Haushaltsausschuss und dessen rassistische Haltung gegenüber Ehrlichs japanischem Mitarbeiter eine Anspielung auf den deutschen Rassenwahn. Ehrlichs Rede auf dem Sterbebett, mit der Warnung vor Ignoranz und Hass, ist ebenfalls in diesem Kontext zu sehen. Der Abspann existiert in zwei Varianten:

“Today, a quarter of a century after Paul Ehrlich’s death, it is common knowledge that not only syphilis but many other diseases as well can be cured by his principle of chemical therapy. Through it millions of lives have been saved.”

„Heute, ein Vierteljahrhundert nach Paul Ehrlichs Tod, ist allgemein bekannt, dass nicht nur die Syphilis, sondern auch viele andere Krankheiten durch sein Prinzip der Chemotherapie geheilt werden können. Durch sie wurden Millionen Leben gerettet.“

Die wohl frühere Variante nimmt darauf Bezug, dass die Nationalsozialisten jede öffentliche Erinnerung an den Juden Paul Ehrlich verhindern wollten:

“Because of his race the name of this life giver has been stricken from the records of his homeland, and the monuments to his honor have been torn down. But his fame did not reside on paper or in marble. The true temples to his memory are bodies of human beings — purified and made whole.”

„Wegen seiner Rasse wurde der Name dieses Lebensspenders aus der Erinnerung seines Heimatlandes gelöscht und die zu seiner Ehre errichteten Denkmale wurden niedergerissen. Doch sein Ruhm war nicht an Papier und Marmor gebunden. Die wahren Tempel seines Gedenkens sind die Leiber der Menschen, die durch ihn gereinigt und geheilt wurden.“